# Marathon van Londen 2014
De Marathon van Londen 2014 werd gehouden op zondag 13 april 2014. Het was de 34e editie van deze marathon. 
De Keniaan Wilson Kipsang kwam als eerste man over de finish in een tijd van 2:04.29, waarmee hij het parcoursrecord verbeterde. De eerste vrouw die de finish passeerde was de Keniaanse Edna Kiplagat in een tijd van 2:20.21.
In totaal behaalden 35.912 deelnemers de finish.

## Wedstrijd

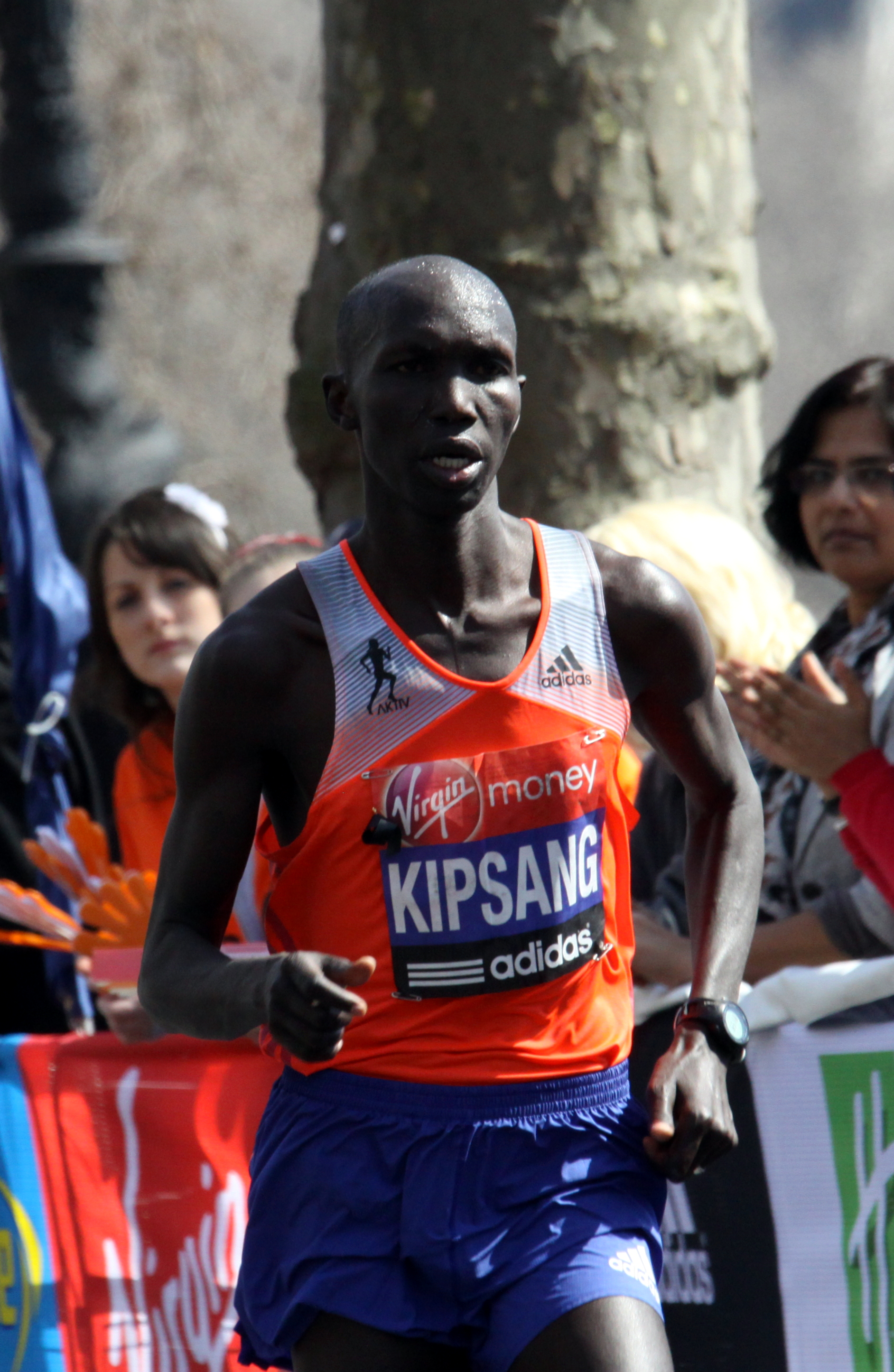
Wilson Kipsang

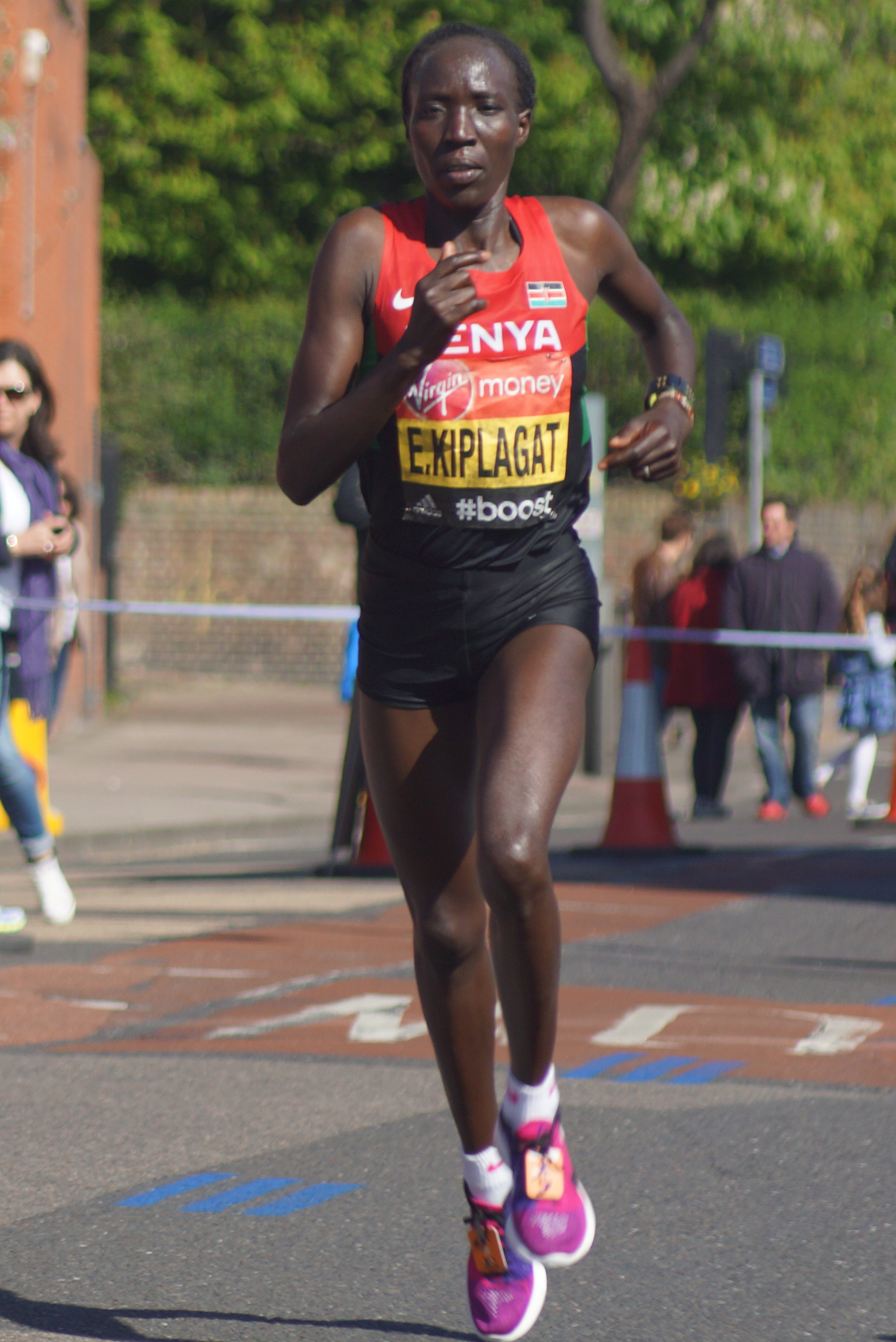
Edna Kiplagat

Mannen
| rang   | naam              | land | tijd    |
| ------ | ----------------- | ---- | ------- |
| Goud   | Wilson Kipsang    | KEN  | 2:04.29 |
| Zilver | Stanley Biwott    | KEN  | 2:04.55 |
| Brons  | Tsegaye Kebede    | ETH  | 2:06.30 |
| 4      | Ayele Abshero     | ETH  | 2:06.31 |
| 5      | Tsegaye Mekonnen  | ETH  | 2:08.06 |
| 6      | Geoffrey Mutai    | KEN  | 2:08.18 |
| 7      | Emmanuel Mutai    | KEN  | 2:08.19 |
| 8      | Mo Farah          | GBR  | 2:08.21 |
| 9      | Feyisa Lilesa     | ETH  | 2:08.26 |
| 10     | Ryan Vail         | USA  | 2:10.57 |
| 11     | Chris Thompson    | GBR  | 2:11.19 |
| 12     | Stephen Kiprotich | UGA  | 2:11.37 |
| 13     | Reid Coolsaet     | CAN  | 2:13.40 |
| 14     | Pedro Niemo       | ESP  | 2:14.15 |

Vrouwen
| rang   | naam                   | land | tijd    |
| ------ | ---------------------- | ---- | ------- |
| Goud   | Edna Kiplagat          | KEN  | 2:20.21 |
| Zilver | Florence Kiplagat      | KEN  | 2:20.24 |
| Brons  | Tirunesh Dibaba        | ETH  | 2:20.35 |
| 4      | Feyse Tadese           | ETH  | 2:21.42 |
| 5      | Aberu Kebede           | ETH  | 2:23.21 |
| 6      | Jéssica Augusto        | POR  | 2:24.25 |
| 7      | Ana Dulce Félix        | POR  | 2:26.46 |
| 8      | Tiki Gelana            | ETH  | 2:26.58 |
| 9      | Liudmyla Kovalenko     | UKR  | 2:31.31 |
| DQ     | Tetjana Hamera-Sjmyrko | UKR  | 2:25.30 |

1981 ·
1982 ·
1983 ·
1984 ·
1985 ·
1986 ·
1987 ·
1988 ·
1989 ·
1990 ·
1991 ·
1992 ·
1993 ·
1994 ·
1995 ·
1996 ·
1997 ·
1998 ·
1999 ·
2000 ·
2001 ·
2002 ·
2003 ·
2004 ·
2005 ·
2006 ·
2007 ·
2008 ·
2009 ·
2010 ·
2011 ·
2012 ·
2013 ·
2014 ·
2015 ·
2016 ·
2017